# Шыхлы 2-е
Шыхлы 2-е (азерб. İkinci Şıxlı) — село в Газахском районе Азербайджана, на границе с Грузией, расположенное в 34 км от райцентра Казаха. Село Шихлы разделено на две части: Биринджи Шихлы и Икинджи Шихлы.

## История
Селение Шыхлы 2-е входило в Казахский уезд Елизаветпольской губернии. В 1929 году уезд был упразднён, и селение вошло в состав новообразованного Казахского района.
В начале XXI века Гянджинской археологической экспедицией на территории Икинджи Шихлы были проведены раскопки, в ходе которых на высоком песчаном холме в месте слияния рек Кура и Храми были обнаружены развалины средневекового города. Археологи пришли к заключению, что обнаружённые руины принадлежат городу Хунан, местом нахождения которого до этого азербайджанские и грузинские учёные считали Товузский район.

## Население
По данным «Кавказского календаря» на 1910 год в селении 2-е Шихлы Казахского уезда за 1908 год проживало 1867 человек (в памятной книжке Елисаветпольской губернии уточняется, что 1098 мужчин и 739 женщин, всего 300 домов), на 1912 г. — 1837 чел., 1915/1916 гг. — 2034 чел., состоящие в основном из азербайджанцев, указанные во всех приведённых материалах как «татары».

## Известные уроженцы
В селе родились ярчайшие представители азербайджанской интеллигенции, такие как:
- Кязым-ага Салик — поэт.
- Мехти Гусейн — писатель и критик, председатель Союза писателей Азербайджанской ССР.
- Мустафа-ага Ариф — поэт.
- Сарывелли, Осман — народный поэт Азербайджана.
- Шихлинский, Али-Ага Исмаил-Ага оглы — российский, азербайджанский и советский военачальник; генерал от артиллерии, считавшейся в царской армии «Богом артиллерии».
- Шихлинский, Джавад-бек Мамед-Ага оглы — российский, азербайджанский и иранский военачальник, генерал-майор; являлся главным организатором Гянджинского восстания 1920 года.
- Шихлы, Исмаил — писатель, народный писатель Азербайджана.